# Xavier Cardelús
Xavier Cardelús García (Andorra la Vella, 15 maggio 1998) è un pilota motociclistico andorrano.

## Carriera
Nel 2015 gareggia come pilota titolare nel CEV Moto2 con una Kalex del team Promoracing; il compagno di squadra è Eric Granado. Termina il campionato al sedicesimo posto con ventuno punti. Nel 2016 continua con la stessa squadra della stagione precedente e chiude all'ottavo posto con 63 punti. Nel 2017 rimane nel CEV cambiando squadraː passa al team Stylobike con Ricard Cardús come compagno di squadra. Termina il campionato al dodicesimo posto. Nella stessa stagione è chiamato a sostituire Alex Baldolini per il team Race Department ATK#25 nel mondiale Supersport. Disputa quattro gare nel il passaggio di motociclette del team dalla MV Agusta F3 675 alla Yamaha YZF-R6 e conquista i primi punti mondiali.
Nel 2018 continua a disputare l'europeo Moto2, con lo stesso team del 2017. I nuovi compagni di squadra sono Piotr Biesiekirski e Matteo Ciprietti. Chiude al settimo posto con ottantasei punti e, in occasione della doppia prova presso il circuito di Albacete ottiene due secondi posti, i primi piazzamenti a podio nella competizione continentale. Sempre nel 2018 fa il suo esordio nella classe Moto2 del motomondialeː disputa infatti tredici gare, dapprima come wild card con la squadra del CEV, successivamente come pilota sostitutivo con lo Snipers Team ma senza ottenere punti. Nel 2019 è pilota titolare nel mondiale Moto2 con una KTM del Ángel Nieto Team, il compagno di squadra è Jake Dixon. Prende parte a tutte le prove previste ma anche in quest'annata non ottiene punti.
Nel 2020 è pilota titolare nella seconda edizione della coppa del mondo di MotoE. Gareggia con il team Esponsorama Racing dove ritrova Eric Granado come compagno. Ottiene punti in tutte le gare in calendario e si classifica al quindicesimo posto. In questa stagione inoltre, è chiamato dal team Aspar a sostituire, nei Gran Premi di Aragona e Teruel, l'infortunato Arón Canet in Moto2. In sella alla Speed Up SF-20T, porta a termine entrambe le prove ma al di fuori della zona punti. Nel 2021 inizia la seconda stagione in MotoE, rimanendo nel team Esponsorama. Conquista ventuno punti classificandosi sedicesimo. In questa annata disputa il Gran Premio d'Aragona nella classe Moto2 in qualità di pilota wild card, chiudendo al ventunesimo posto e chiude quarto nel CEV Moto2. Nel 2022, pur saltando qualche evento per infortunio, gareggia nuovamente in MotoE sempre con Esponsorama, dove ottiene trentun punti classificandosi quindicesimo. Contestualmente al mondiale, torna a prendere parte al CEV Moto2 con il team Promoracing. Nell'europeo ottiene quattro piazzamenti a podio e si classifica al quinto posto.
Nel 2023 è pilota titolare nel CEV Moto2 con il team Promoracing, il compagno di squadra è Gerard Riu. Porta a termine tutte le gare previste prendendo sempre punti e, in occasione del Gran Premio del Montmelò, dopo aver siglato la pole position, ottiene la vittoria in gara uno. Chiude il campionato al secondo posto. Nel 2024 torna a gareggiare come pilota titolare nel motomondiale. Viene infatti ingaggiato da Fantic Racing, il compagno di squadra è Arón Canet. Conclude il campionato senza ottenere punti.
Per il 2025 torna a correre nel mondiale Supersport dopo 8 anni di assenza a bordo di una Ducati della squadra Orelac Racing Verdnatura. Il suo compagno di squadra è Jaume Masiá.

## Risultati in gara

### Mondiale Supersport
| 2017 | Moto               |  |  |    |  |  |     |  |    |  |  |    |    |  |  |  |  |  |  |  |  |  |  |  |  | Punti | Pos. |
| ---- | ------------------ |  |  | -- |  |  | --- |  | -- |  |  | -- | -- |  |  |  |  |  |  |  |  |  |  |  |  | ----- | ---- |
| 2017 | MV Agusta e Yamaha |  |  | 13 |  |  | Rit |  | NP |  |  | 23 | 14 |  |  |  |  |  |  |  |  |  |  |  |  | 5     | 36º  |

| 2025 | Moto   |     |   |    |    |     |    |   |   |    |    |    |    |    |    |    |   |  |  |  |  |  |  |  |  | Punti | Pos. |
| ---- | ------ | --- | - | -- | -- | --- | -- | - | - | -- | -- | -- | -- | -- | -- | -- | - |  |  |  |  |  |  |  |  | ----- | ---- |
| 2025 | Ducati | Rit | 8 | 14 | 13 | Rit | 14 | 6 | 7 | 14 | 17 | 17 | 12 | 13 | 15 | 10 | 8 |  |  |  |  |  |  |  |  | 58    |      |

| Legenda | 1º posto        | 2º posto            | 3º posto           | A punti      | Senza punti        | Grassetto – Pole position Corsivo – Giro più veloce |
| Legenda | Gara non valida | Non qual./Non part. | Ritirato/Non class | Squalificato | '-' Dato non disp. | Grassetto – Pole position Corsivo – Giro più veloce |

### Motomondiale

#### Moto2
| 2018 | Classe | Moto  |  |  |  |    |    |    |  |    |    |     |    |    |    |    |    |    |     |     |    |  | Punti | Pos. |
| ---- | ------ | ----- |  |  |  | -- | -- | -- |  | -- | -- | --- | -- | -- | -- | -- | -- | -- | --- | --- | -- |  | ----- | ---- |
| 2018 | Moto2  | Kalex |  |  |  | 22 | 26 | 22 |  | NP | 24 | Rit | 25 | AN | 25 | 28 | 22 | 27 | Rit | Rit | 17 |  | 0     |      |

| 2019 | Classe | Moto |    |    |     |    |     |    |    |    |    |    |    |    |    |    |     |    |    |    |    |  | Punti | Pos. |
| ---- | ------ | ---- | -- | -- | --- | -- | --- | -- | -- | -- | -- | -- | -- | -- | -- | -- | --- | -- | -- | -- | -- |  | ----- | ---- |
| 2019 | Moto2  | KTM  | 25 | 21 | Rit | 25 | Rit | 25 | 25 | 18 | 26 | 25 | 26 | 27 | 25 | 27 | Rit | 23 | 25 | 23 | 28 |  | 0     |      |

| 2020 | Classe | Moto     |  |  |  |  |  |  |  |  |  |  |    |    |  |  |  |  |  |  |  |  | Punti | Pos. |
| ---- | ------ | -------- |  |  |  |  |  |  |  |  |  |  | -- | -- |  |  |  |  |  |  |  |  | ----- | ---- |
| 2020 | Moto2  | Speed Up |  |  |  |  |  |  |  |  |  |  | 24 | 22 |  |  |  |  |  |  |  |  | 0     |      |

| 2021 | Classe | Moto  |  |  |  |  |  |  |  |  |  |  |  |  |    |  |  |  |  |  |  |  | Punti | Pos. |
| ---- | ------ | ----- |  |  |  |  |  |  |  |  |  |  |  |  | -- |  |  |  |  |  |  |  | ----- | ---- |
| 2021 | Moto2  | Kalex |  |  |  |  |  |  |  |  |  |  |  |  | 21 |  |  |  |  |  |  |  | 0     |      |

| 2024 | Classe | Moto  |    |     |    |    |    |    |    |     |     |     |    |    |    |    |     |    |    |    |    |    | Punti | Pos. |
| ---- | ------ | ----- | -- | --- | -- | -- | -- | -- | -- | --- | --- | --- | -- | -- | -- | -- | --- | -- | -- | -- | -- | -- | ----- | ---- |
| 2024 | Moto2  | Kalex | 23 | Rit | 25 | 17 | 21 | 16 | 23 | Inf | Inf | Rit | 26 | 22 | 27 | 23 | Rit | 25 | 20 | 20 | 21 | 22 | 0     |      |

| Legenda | 1º posto        | 2º posto            | 3º posto            | A punti      | Senza punti        | Grassetto – Pole position Corsivo – Giro più veloce |
| Legenda | Gara non valida | Non qual./Non part. | Ritirato/Non class. | Squalificato | '-' Dato non disp. | Grassetto – Pole position Corsivo – Giro più veloce |

#### MotoE
| 2020 | Classe | Moto     |    |    |    |   |    |    |    |  |  |  |  |  |  |  | Punti | Pos. |
| ---- | ------ | -------- | -- | -- | -- | - | -- | -- | -- |  |  |  |  |  |  |  | ----- | ---- |
| 2020 | MotoE  | Energica | 14 | 10 | 14 | 9 | 10 | 11 | 10 |  |  |  |  |  |  |  | 34    | 15º  |

| 2021 | Classe | Moto     |     |    |     |    |    |    |   |  |  |  |  |  |  | Punti | Pos. |
| ---- | ------ | -------- | --- | -- | --- | -- | -- | -- | - |  |  |  |  |  |  | ----- | ---- |
| 2021 | MotoE  | Energica | Rit | 13 | Rit | 12 | 18 | 10 | 8 |  |  |  |  |  |  | 21    | 16º  |

| 2022 | Classe | Moto     |  |  |    |    |    |    |  |  |    |   |   |    |  |  |  |  |  |  | Punti | Pos. |
| ---- | ------ | -------- |  |  | -- | -- | -- | -- |  |  | -- | - | - | -- |  |  |  |  |  |  | ----- | ---- |
| 2022 | MotoE  | Energica |  |  | 11 | 14 | NP | NP |  |  | 13 | 6 | 9 | 12 |  |  |  |  |  |  | 31    | 15º  |

| Legenda | 1º posto        | 2º posto            | 3º posto            | A punti      | Senza punti        | Grassetto – Pole position Corsivo – Giro più veloce |
| Legenda | Gara non valida | Non qual./Non part. | Ritirato/Non class. | Squalificato | '-' Dato non disp. | Grassetto – Pole position Corsivo – Giro più veloce |